# Émile Royer
Émile Royer, né à Bruxelles le 27 avril 1866 et décédé à Paris le 16 mai 1916, fut un homme politique belge, membre du parti ouvrier belge depuis 1894.

## Biographie
Après des études secondaires à Bruxelles, il devient docteur en droit à l'ULB (1887). En 1892, il plaide la cause de l'anarchiste Jules Moineau, alors qu'en 1900, lui et Charles Gheude défendent Arthur Meert, membre de l'Avant-Garde socialiste de Saint-Gilles (Bruxelles), coaccusé de Jean-Baptiste Sipido dans l'attentat contre le prince de Galles.
Royer entretient des liens d’amitié avec Jules Destrée, Léon Furnémont et Émile Vandervelde. De 1908 à 1916, il est élu député de l'arrondissement Tournai-Ath. Il anime fréquemment les débats linguistiques à la Chambre et fait déjà figure de leader du Mouvement wallon. En 1910, il défend la liberté du père de famille bruxellois de choisir pour son enfant une école de langue française ou flamande. En 1912, il accepte un mandat à l'Assemblée wallonne. En 1914, il désigne le gouvernement homogène catholique comme l'ennemi de la Wallonie.
Durant la Première Guerre mondiale, il condamne sévèrement l’attitude de l’Allemagne. En septembre 1914, il se réfugie à Anvers, puis gagne l'Angleterre. Il organise à Londres le service d’aide aux soldats. Il reste fidèle à son idéal socialiste, wallon et républicain, en se démarquant en 1915-16 du nationalisme belge et s'oppose à la politique annexionniste préconisée par entre autres Pierre Nothomb, qui selon lui écraserait la Wallonie au milieu d'un État germanique. Au début de l’année de 1916, il apporte son soutien à L’Opinion wallonne, le journal de Raymond Colleye. De santé délicate, il meurt en 1916, Joseph Defaux terminera à partir de fin 1918 son mandat de député.

## Généalogie
- Fils de Michel-Pierre (°Paris 1815-?) et Pétronille Émilie Defraëne (°Tubize)
- Il épouse en 1905 Lucie Mathieu, sœur de Jules Mathieu.